# AppleTalk Transaction Protocol
AppleTalk Transaction Protocol (ATP) ist ein Begriff aus der Informatik.
Das AppleTalk Transaction Protocol, oder kurz ATP, ist ein Protokoll zum ungesicherten Datentransport in einem AppleTalk-Netz.
Das Protokoll gehört zur Transportschicht.
RFC 1742 definiert die MIB für ATP.

## Der AppleTalk-Protokollstapel
Die AppleTalk-Protokolle lassen sich in mehrere Schichten einteilen, die einen Protokollstapel (protocol stack) bilden.
Die Protokolle lassen sich wie folgt in das ISO-OSI-Referenzmodell einordnen:
| OSI-Schicht | AppleTalk Protokollstapel | AppleTalk Protokollstapel | AppleTalk Protokollstapel | AppleTalk Protokollstapel | AppleTalk Protokollstapel | AppleTalk Protokollstapel | AppleTalk Protokollstapel |
| 7           |                           |                           | AFP                       | PAP                       |                           |                           |                           |
| 6           |                           |                           | AFP                       | PAP                       |                           |                           |                           |
| 5           | ZIP                       | ZIP                       | ASP                       |                           |                           | ADSP                      |                           |
| 4           |                           | ATP                       | ATP                       | AEP                       | NBP                       |                           | RTMP                      |
| 3           | DDP                       | DDP                       | DDP                       | DDP                       | DDP                       | DDP                       | DDP                       |
| 2           |                           | LLAP                      | ELAP                      | TLAP                      | FDDI                      | ←AARP                     |                           |
| 1           |                           | LocalTalk                 | Ethernet Treiber          | Token Ring Treiber        | FDDI Treiber              |                           |                           |